# 蓋文·利澤伍德
蓋文·托瑪斯·利澤伍德（英語：Gavin Thomas Leatherwood，1994年6月7日—）是一名美國男演員和歌手，以在Netflix的《莎賓娜的顫慄冒險》（2018年－2020年）中飾演尼古拉斯·斯克雷奇而知名。他還在HBO Max電視台播出的《慾望女大生》系列中飾演大學生尼科一角。他在2021年2月19日發布了他的首支單曲「Just For Tonight」。此外，單曲「Be My Lover」和「Driftwood Mermaind」也在所有平台上推出。

## 早期生活
利澤伍德於1994年6月7日在夏威夷州茂宜島出生。他的青年時代在加利福尼亞州度過，18歲時搬到俄勒岡州。他主要是愛爾蘭後裔，也有英國、西班牙、威爾斯、其他歐洲和美洲原住民的血統。

## 演藝生涯
在他的演藝事業開始時，利澤伍德在各種戲劇中表演，如《吾子吾弟》和《彼得潘》。2017年，他在《重返犯罪現場》和《成長不容易》的一集中客串。
2018年，利澤伍德在Netflix的超自然恐怖劇《莎賓娜的顫慄冒險》中飾演男主角尼古拉斯·斯克雷奇。他還在莎賓娜·卡本特的單曲「Skin」的音樂MV中客串了她的愛侶。利澤伍德出現在HBO Max青少年喜劇網路電視劇集《慾望女大生》的主要演員中，該劇由敏蒂·卡靈在2021年底創作。

## 音樂生涯
利澤伍德在2021年2月19日發布了他的首支單曲「Just For Tonight」。他與布姆·福里斯特音樂（Boom Forest Music）、湯瑪斯·杜頓（Thomas Dutton）加文·麥當勞和（Gavin McDonald）合作，幫助製作這首歌的不同方面。他還在2021年10月22日發布單曲「Driftwood Mermaid」。

## 個人生活
除了演戲，利澤伍德還會演奏各種樂器，包括吉他、烏克麗麗和鋼琴。

## 影視作品
| 年份       | 標題                 | 角色             | 備註                           |
| ---------- | -------------------- | ---------------- | ------------------------------ |
| 2017       | 《重返犯罪現場》     | Dezic's Son      | 1集：「Pandora's Box, Part I」 |
| 2018       | 《Time Being》       | Honest Man       | 1集                            |
| 2018       | 《成長不容易》       | Pete             | 1集：「Un-Break My Heart」     |
| 2018       | 《我的前任是個喪屍》 | Bryce            | 2集                            |
| 2018－2020 | 《Wicked Enigma》    | Jason            | 3集                            |
| 2018－2020 | 《莎賓娜的顫慄冒險》 | Nicholas Scratch | 主要角色                       |
| 2020       | 《糟糕諮詢》         | Spit             |                                |
| 2021       | 《慾望女大生》       | Nico             | 主要角色（第一季）             |

## 外部連結
- 蓋文·利澤伍德在互联网电影资料库（IMDb）上的資料（英文）